# McClusky (Dakota du Nord)
Pour les articles homonymes, voir McClusky.
La ville de McClusky est le siège du comté de Sheridan, dans l’État du Dakota du Nord, aux États-Unis. Sa population, qui s’élevait à 380 habitants lors du recensement de 2010, est estimée à 364 habitants en 2019.

## Histoire
McClusky a été fondée en 1905 quand le chemin de fer a été prolongé jusqu’à cet endroit. La ville a été nommée d’après William Henderson McClusky, un des premiers habitants. Un bureau de poste du nom de McClusky a été ouvert en 1903.

## Démographie
| 1910 | 1920 | 1930 | 1940 | 1950 | 1960 |
| ---- | ---- | ---- | ---- | ---- | ---- |
| 517  | 646  | 719  | 924  | 850  | 751  |

| 1970 | 1980 | 1990 | 2000 | 2010 | - |
| ---- | ---- | ---- | ---- | ---- | - |
| 664  | 658  | 492  | 415  | 380  | - |

## À noter
McClusky est le centre géographique de l’État.

## Galerie photographique

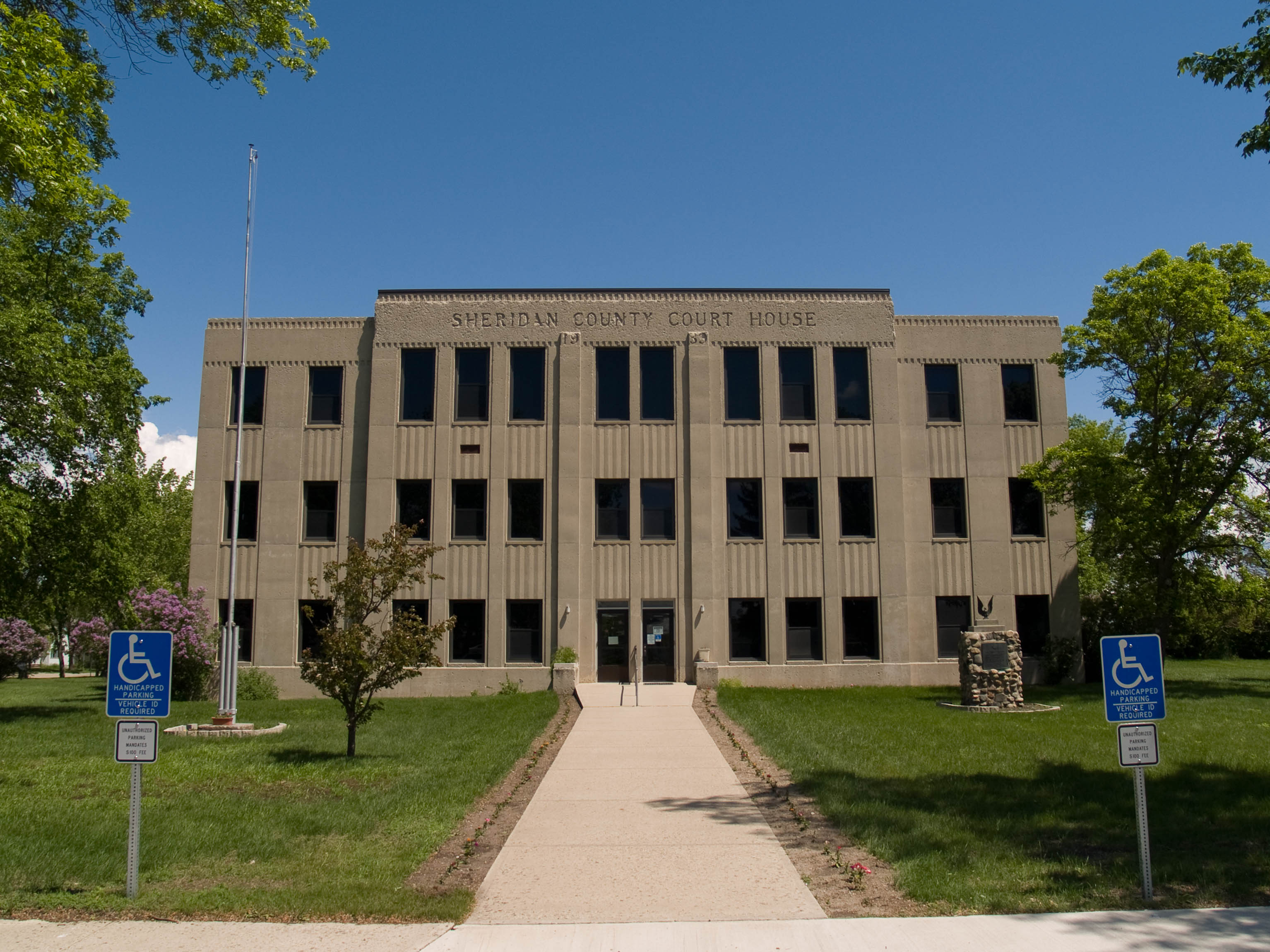
La cour de justice du comté